# Jonosonda

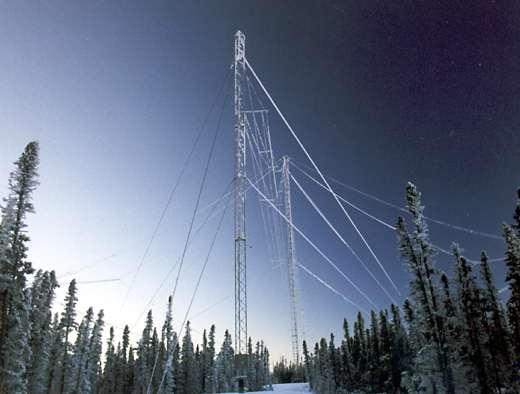
Antena jonosondy

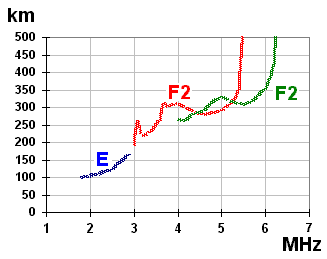
Jonogram

Jonosonda – aparatura do badania („sondowania”) jonosfery. Kierunkowa, skierowana pionowo w górę antena, wysyła impulsy radiowe w zakresie 1–20 MHz, które po odbiciu od jonosfery powracają do odbiornika. Czas nadejścia echa (przy założeniu prędkości fali równej prędkości światła) jest miarą wysokości warstwy odbijającej. Zmieniając częstotliwość wysyłanych fal radiowych można określić strukturę poszczególnych warstw jonosfery. Wykres zależności wysokości odbicia od częstotliwości nazywa się jonogramem.